# Alice Babs
Alice Babs (født Hildur Alice Nilson 26. januar 1924 i Kalmar, død 11. februar 2014 i Stockholm) var en svensk jazzmusiker (vokal) og skuespillerinde. Hun var kendt for sit skandinaviske musiksamarbejde i 1960'erne, der medførte flere end 100 pladeindspilninger.
Hendes gennembrud kom med filmen Swing it, Herr Lærer fra 1940, som blev fulgt op af en række andre film. I 1950'erne optrådte hun sammen med Svend Asmussen og Ulrik Neumann i vokaltrioen Swe-Danes, en trio der fik en enorm popularitet.
Hun var Sveriges første deltager i Melodi Grand Prix, da hun opnåede en fjerdeplads med "Lilla stjärna" i 1958. 
Internationalt samarbejdede hun også med Duke Ellington samt sine landsmænd Charlie Norman og Povel Ramel.

## Udvalgt filmografi
- 1938 - Sommerløjer
- 1940 - Swing it, Herr Lærer
- 1941 - Sommer-Swing
- 1942 - Vi kommer med Musik
- 1942 - Lille Frk. Swing
- 1944 - Ørneunger
- 1947 - Sången om Stockholm
- 1952 - Dirch passer hund
- 1952 - H.C. Andersens sagor
- 1953 - En tosset tvilling
- 1953 - Kungen av Dalarna
- 1953 - Drømmepigen
- 1955 - Svensk rapsodi
- 1956 - Swing it, fröken
- 1958 - Musik om bord
- 1959 - Det svänger på slottet